# 节丝壳属
节丝壳属（学名：Arthrocladiella）是白粉菌科下的一个属。

## 下属物种
本属包括以下物种：
- 穆氏节丝壳 Arthrocladiella mougeotii (Leveille) Vassilkov